# Пътеводител на Forbes
Пътеводителят на Forbes (на английски: Forbes Travel Guide; преди наричан Mobil Guide или Mobil Travel Guide ) е поредица от пътеводители за хотели и ресторанти, които те оценяват, понастоящем известен като Forbes Trouble Guide.
Основан от Mobil през 1958 г., той е най-старият пътеводител в Съединените щати. Класацията се прави от анонимни служители, които работят срещу комисиона. Резултатът е от една до пет звезди (не се дават половин точка или нула точки), дадени въз основа на обективни показатели. Оценката с четири или пет звезди се счита за голяма чест, като само 70-60 хотела и ресторанта получават максимален резултат. Рейтингът служи като знак за качество, в който компанията Mobil регистрира като търговска марка изразите и символите, които представляват оценките със звезди, и позволява само оценени институции да ги излагат.